# Pisica Sălbatică (personaj)
Wildcat (nume tradus în română ca Pisica Sălbatică) este un supererou care apare în benzile desenate publicate de DC Comics. Creat de Bill Finger și Irwin Hasen, personajul și-a făcut debutul în revista Sensation Comics #1 (ianuarie 1942). Prima și cea mai cunoscută identitate a lui Wildcat este Ted Grant, un boxer de talie mondială la categoria grea, intrat din neglijență în lumea interlopă. 
Alte personaje au preluat numele și identitatea lui Grant, inclusiv fina sa, Yolanda Montez, care l-a înlocuit temporar; și fiul său, Thomas Bronson, o pisică-vârcolac tutelată ca un al doilea Wildcat, și membru al Societății Dreptății din America în poveștile de la sfârșitul anilor 2000.
Ted Grant a avut mai multe apariții în media, cum ar fi în cel de-al treilea sezon al serialului Arrow, în care a fost portretizat de J.R. Ramirez, și în serialul Stargirl, portretizat de Brian Stapf. În plus, Yolanda Montez apare, de asemenea, în Stargirl, fiind interpretată de Yvette Monreal.
IGN l-a catalogat pe Ted Grant în rolul lui Wildcat ca fiind al 71-lea cel mai mare personaj de benzi desenate din toate timpurile, afirmând că, datorită longevității sale ca supererou, este aproape mai mistic decât Spectre.

## Caracterizare

### Ted Grant
Versiunea Ted Grant a lui Wildcat a debutat în Sensation Comics #1, fiind creată de scriitorul Bill Finger și desenată de ilustratorul Irwin Hasen. A continuat să ia parte în Sensation Comics până la numărul 90 (iunie 1949).
Theodore „Ted” Grant era un om normal care primise prin magie nouă vieți. El a rămas la vârful condiției umane datorită antrenamentelor sale intense. Un boxer de talie mondială, acesta i-a antrenat în arta luptelor pe Batman, Black Canary, și chiar pe Superman. La rândul său, a fost pregătit pentru a ajunge la condiția de luptător de fostul boxer Joe Morgan; același om care i-a antrenat pe colegii lui Grant, Atom și Guardian.

Wildcat în paginile Sensation Comics #40 (aprilie 1945)

Originea lui Wildcat este relatată în Sensation Comics #1, precum și în Secret Origins #3 (1973) și All-Star Squadron Annual #1 (1982). Henry Grant a jurat pe pătuțul fiului său că acesta nu va crește cu frica în sân, așa că și-a încurajat fiul să facă sport. Rămas orfan în timpul Marii Depresiuni, Ted Grant s-a trezit șomer în marele oraș. Într-o noapte, l-a salvat pe „Socker” Smith, campionul de box la categoria grea, de la o tâlhărie. Socker l-a luat pe Ted sub aripa sa, și, în curând, Ted a devenit un campion de box la categoria grea. 
În același timp, a fost implicat fără să știe în planurile sinistre ale aliaților săi. Mentorul său, „Socker” Smith, a fost ucis de managerii lui Grant, Flint și Skinner, care au folosit pe el o seringă încărcată cu otravă. Doza era menită doar să-l încetinească pe Smith, dar cei doi i-au judecat greșit concentrația. Când Grant a fost arestat pentru această crimă, Flint și Skinner, de teamă că acesta ar putea ști ce s-a întâmplat cu adevărat, au aranjat ca tânărul boxer să fie ucis. Grant a supraviețuit tentativei de asasinat, dar polițiștii care îl însoțeau au fost uciși. Ca urmare, atletul a devenit un fugar. 
Mai târziu, a dat peste un copil căruia i se furase banda desenată Green Lantern. Băiatul, descriindu-l în detaliu pe supererou, l-a inspirat pe Grant să creeze costumul unei pisici negre. A luat numele Wildcat, și a jurat să-și reabiliteze numele. I-a adus pe Flint și Skinner în fața justiției; criminalii au fost forțați să mărturisească, curățând numele lui Grant, și obținându-se, astfel, dreptate pentru Smith. Folosind identitatea de Wildcat, Grant a continuat să lupte împotriva criminalității.

### Yolanda Montez
Născută cu superputeri datorită uneltirilor răufăcătorului Benjamin Love, Yolanda Montez a fost fina lui Ted Grant, care era un bun prieten al tatălui ei, „Mauler” Montez. Ca urmare a tratamentelor prenatale administrate mamei sale, Yolanda s-a născut cu gheare retractabile la degetele de la mâini și de la picioare, și cu o agilitate de pisică. Inițial, ea și-a ascuns abilitățile, și a dus o viață normală. Mai târziu a devenit jurnalistă, și a lucrat pentru Rock Stars Magazine. Când Ted a fost rănit în timpul Crizei pe Pământurile Infinite, Yolanda și-a folosit puterile pentru a deveni noua Wildcat. Ulterior, ea s-a alăturat Infinity Inc.. Ea și colega ei de echipă, Beth Chapel, au fost ucise mai târziu de Eclipso, care avea să-l posede mai târziu pe vărul ei, Alex.

### Hector Ramirez
Hector Ramirez a apărut pentru prima dată în Batman/Wildcat # 1 (aprilie 1997), și a fost creat de Chuck Dixon, Beau Smith și Sergio Cariello. A fost un protejat al lui Ted Grant în box. După ce a aflat că Ted a fost Wildcat, Hector a aspirat să fie succesorul său, lucru pe care Ted l-a refuzat. Hector a luat apoi unul dintre vechile costume ale lui Ted, și a ieșit ca Wildcat în Gotham City. În încercarea de a desființa un club de luptă secret, în care răufăcătorii se luptau până la moarte, Ramirez a fost el însuși prins și ucis de Killer Croc. Operatorii Lock-Up și Ernie Chubb au fost prinși în cele din urmă de Ted și Batman.

### Tom Bronson
Thomas „Tom” Bronson este cel mai tânăr fiu al lui Ted Grant. Mama lui Tom, Marilyn, a avut o aventură de o noapte cu Ted, și nu i-a spus niciodată de existența lui Tom. În ciuda faptului că tatăl său nu a fost implicat în viața lui, Tom nu este reticent față de Ted. Cu toate acestea, i-a spus lui Ted că nu are intenția de a deveni următorul Wildcat, deoarece el însuși nu a fost un luptător.
A fost dezvăluit că Tom este un meta-om, care se poate transforma în vârcolac după voia sa, similar cu personajul Wildcat prezentat în Kingdom Come. Când Ted a fost atacat de Vandal Savage, Tom s-a transformat în forma sa de pisică-vârcolac, și a reușit să lupte împotriva lui Savage până la sosirea ajutoarelor.

## Adaptări

### Film
- Wildcat apare în Justice League: The New Frontier, ca fost membru al Societății Justiției din America.
- O versiune Wildcat dintr-un univers alternativ face o apariție cameo Justice League: Crisis on Two Earths ca membru minor al Sindicatului Crimei.
- Wildcat are o apariție cameo în Haideți, Tineri Titani, la film!.

### Televiziune

#### Live-action
- Ted Grant / Wildcat are o apariție cameo în episodul în două părți din Smallville, „Absolute Justice”, fiind interpretat de Roger Hasket. Această versiune este un membru al Societății Dreptății din America (JSA), activă în principal în anii 1970, până când guvernul i-a forțat să se retragă din activitatea de supereroi. În ciuda acestui fapt, Grant a rămas activ ca boxer profesionist.

- Ted Grant apare în cel de-al treilea sezon al serialului Arrow, interpretat de J.R. Ramirez. Această versiune conduce „Wildcat Gym” ca loc de ajutorare a copiilor de pe străzi, antrenându-i la box în speranța că îi va îndrepta. În prezent, el o antrenează pe Laurel Lance, oferindu-i bazele de care avea nevoie pentru a deveni o luptătoare adevărată.

- Ted Grant / Wildcat apare în Stargirl, portretizat de Brian Stapf.[12] Această versiune a fost un membru al Societății Dreptății din America (JSA).

#### Animație
- Un personaj bazat pe Ted Grant / Wildcat numit Catman apare în episodul în două părți al Ligii Dreptății, „Legends”, cu vocea lui Stephen Root.

- Încarnarea lui Ted Grant a lui Wildcat apare în Liga Dreptății fără limite, dublat de Dennis Farina.

- Încarnarea Ted Grant a lui Wildcat apare în Batman: Neînfricat și cutezător, cu vocea lui R. Lee Ermey.[13]

- Încarnarea Ted Grant a lui Wildcat face o apariție cameo în episodul Tinerii justițiari, „Humanity”.

- Încarnarea Ted Grant a lui Wildcat apare în Super eroinele DC, cu vocea lui John DiMaggio.